# Sivakumar
Palaniswamy (27. listopada 1941.), poznatiji kao Sivakumar, indijski je vizualni umjetnik i filmski glumac poznat po ulogama u filmovima na tamilskom. Sivakumar je osvojio nekoliko nagrada.
Oženjen Lakšmi Kumari, Sivakumar je otac producenta Suriye, koji je također glumac. Sivakumarov drugi sin jest glumac-pjevač Karthi, dok je kći Brindha Sivakumar.

## Filmografija
| Godina | Naziv                           | Uloga                      | Bilješke                                         |
| ------ | ------------------------------- | -------------------------- | ------------------------------------------------ |
| 1965   | Kaakum Karangal                 | Surendar                   |                                                  |
| 1966   | Motor Sundaram Pillai           | Gopal                      |                                                  |
| 1966   | Thaaye Unakkaga                 | Raju                       |                                                  |
| 1966   | Saraswathi Sabatham             | Vishnu                     |                                                  |
| 1967   | Kandhan Karunai                 | Murugan                    |                                                  |
| 1967   | Kaavalkaaran                    | Chandran                   |                                                  |
| 1967   | Kan Kanda Deivam                | sluga                      |                                                  |
| 1968   | Thirumal Perumai                | Vishnu                     |                                                  |
| 1968   | Panama Pasama                   |                            |                                                  |
| 1968   | Jeevanamsam                     | Sabapathi                  |                                                  |
| 1968   | Uyarndha Manithan               | Sathyamurthy               |                                                  |
| 1969   | Kaaval Dheivam                  | Manickam                   |                                                  |
| 1969   | Kanni Penn                      |                            |                                                  |
| 1969   | Annaiyum Pithavum               |                            |                                                  |
| 1970   | Vilaiyattu Pillai               | Manickam                   |                                                  |
| 1970   | Ethiroli                        | Sundaram                   |                                                  |
| 1970   | Kasturi Thilakam                | Balu                       |                                                  |
| 1970   | Thirumalai Thenkumari           | Sekhar                     |                                                  |
| 1970   | Navagraham                      | ljubavnik                  |                                                  |
| 1971   | Thirumagal                      | Ramu                       |                                                  |
| 1971   | Kankaatchi                      | Shankar                    |                                                  |
| 1971   | Therottam                       | Ravi                       |                                                  |
| 1971   | Moondru Deivangal               | Kumar                      |                                                  |
| 1971   | Annai Velankanni                | Rangaiah                   |                                                  |
| 1971   | Babu                            | Prem                       |                                                  |
| 1971   | Annai Abirami                   | Naga Devatha               |                                                  |
| 1972   | Agathiyar                       | Tholkappiyar               |                                                  |
| 1972   | Bala Bharatam                   | Vishnu                     | [ 3 ]                                            |
| 1972   | Kurathi Magan                   | Icecream man               |                                                  |
| 1972   | Shakthi Leelai                  | Naratha Muni               |                                                  |
| 1972   | Idhaya Veenai                   | Kirymani                   |                                                  |
| 1972   | Deivam                          | Subramaniyam               |                                                  |
| 1973   | Ganga Gowri                     | Mahadevan                  |                                                  |
| 1973   | Arangetram                      | Thangavelu                 |                                                  |
| 1973   | Bharatha Vilas                  | Shankar                    |                                                  |
| 1973   | Rajaraja Cholan                 | Rajendra Chola I.          |                                                  |
| 1973   | Shanmugapriya                   |                            | Guest Appearance                                 |
| 1973   | Ponnukku Thanga Manasu          | Ramu                       |                                                  |
| 1973   | Sontham                         | Siva                       |                                                  |
| 1973   | Thirumalai Deivam               | Vishnu / Srinivasan        |                                                  |
| 1973   | Kattila Thottila                | Sambhasivam                |                                                  |
| 1973   | Karaikkal Ammaiyar              | Šiva                       |                                                  |
| 1973   | Pennai Nambungal                | Raghu                      |                                                  |
| 1973   | Sollathaan Ninaikkiren          | Raghavan                   |                                                  |
| 1974   | Thirumangalyam                  | Murali                     |                                                  |
| 1974   | Tiger Thathachari               | Kumaraguru                 |                                                  |
| 1974   | Sisupalan                       | Krishna                    |                                                  |
| 1974   | Maanikka Thottil                | Bhaskar                    |                                                  |
| 1974   | Kanmani Raja                    | Selvam                     |                                                  |
| 1974   | Dheerga Sumangali               | Babu                       |                                                  |
| 1974   | Vellikizhamai Viratham          | Nagarajan                  |                                                  |
| 1974   | Gumasthavin Magal               | Ramu                       |                                                  |
| 1974   | Onne Onnu Kanne Kannu           |                            |                                                  |
| 1974   | Paadha Poojai                   | Ramesh                     |                                                  |
| 1974   | Engamma Sapatham                | Kumaran                    |                                                  |
| 1974   | Thaai Pasam                     | Moorthy                    |                                                  |
| 1974   | Panathukkaga                    | Ramesh                     |                                                  |
| 1975   | Enga Pattan Sothu               | Saravana                   |                                                  |
| 1975   | Puthu Vellam                    | Pachai Kanna               |                                                  |
| 1975   | Then Sindhudhe Vaanam           | Raja                       |                                                  |
| 1975   | Ippadiyum Oru Penn              |                            |                                                  |
| 1975   | Melnaattu Marumagal             | Mohan                      |                                                  |
| 1975   | Thangathile Vairam              | Ravi                       |                                                  |
| 1975   | Yarukkum Vetkam Illai           |                            |                                                  |
| 1975   | Pattikkaattu Raja               | Annasamy / Raja            |                                                  |
| 1975   | Uravu Solla Oruvan              | Bhaskar                    |                                                  |
| 1975   | Aan Pillai Singam               | Ashok                      |                                                  |
| 1976   | Madhana Maaligai                | Thyagu / Raja              |                                                  |
| 1976   | Gruhapravesam                   | Ravi                       |                                                  |
| 1976   | Ungalil Oruthi                  | Sridhar                    |                                                  |
| 1976   | Annakili                        | Thyagarajan                |                                                  |
| 1976   | Santhathi                       |                            |                                                  |
| 1976   | Uravadum Nenjam                 |                            |                                                  |
| 1976   | Bhadrakali                      | Ganesh                     |                                                  |
| 1977   | Sonnathai Seiven                |                            |                                                  |
| 1977   | Kavikkuyil                      | Gopal                      |                                                  |
| 1977   | Etharkkum Thuninthavan          | Kannan                     |                                                  |
| 1977   | Sorgam Naragam                  | Shankar                    |                                                  |
| 1977   | Thunai Iruppal Meenakshi        |                            |                                                  |
| 1977   | Bhuvana Oru Kelvi Kuri          | Nagarajan                  |                                                  |
| 1977   | Sri Krishna Leela               | Vishnu / Krishna           |                                                  |
| 1977   | Aattukara Alamelu               | Vijay                      |                                                  |
| 1977   | Pennai Solli Kutramillai        | Madhu                      |                                                  |
| 1977   | Durga Devi                      |                            |                                                  |
| 1977   | Perumaikkuriyaval               | Bhaskar                    |                                                  |
| 1977   | Sainthadamma Sainthadu          | Thenna                     |                                                  |
| 1978   | Maariyamman Thiruvizha          | Chinna Thambi              |                                                  |
| 1978   | Machanai Paatheengala           | Muthaiya                   |                                                  |
| 1978   | Kai Pidithaval                  |                            |                                                  |
| 1978   | Chittu Kuruvi                   | Raja / Ganesh              |                                                  |
| 1978   | Radhai Ketra Kannan             | Kamala Kannan              |                                                  |
| 1978   | Adhaivida Ragasiyam             | Kandasamy                  |                                                  |
| 1978   | Kannan Oru Kai Kuzhandhai       | Kannan                     |                                                  |
| 1978   | Kannamoochi                     | Prabhu                     |                                                  |
| 1979   | Muthal Iravu                    | Raja                       |                                                  |
| 1979   | Enippadigal                     | Manickam                   |                                                  |
| 1979   | Rosappu Ravikkaikari            | Sembattayan                | Filmfare Award for Best Actor – Tamil            |
| 1979   | Poonthalir                      | Ashok                      |                                                  |
| 1979   | Ennadi Meenakshi                |                            |                                                  |
| 1979   | Devathai                        | Kaali                      |                                                  |
| 1979   | Kadavul Amaitha Medai           | Boopathy                   |                                                  |
| 1979   | Yarukku Yar Kaaval              |                            |                                                  |
| 1980   | Oru Velladu Vengaiyagiradhu     |                            |                                                  |
| 1980   | Avan Aval Adhu                  | Ramu                       |                                                  |
| 1980   | Kaadhal Kiligal                 | Vasanth                    |                                                  |
| 1980   | Samandhipoo                     | Chidambaram                |                                                  |
| 1980   | Vandichakkaram                  | Gaja                       | Filmfare Award for Best Actor – Tamil            |
| 1980   | Raman Parasuraman               | Ram / Parasuraman          |                                                  |
| 1980   | Kuruvikoodu                     |                            |                                                  |
| 1980   | Thunive Thozhan                 | Chandran                   |                                                  |
| 1981   | Neruppile Pootha Malar          | Lawrence                   |                                                  |
| 1981   | Aani Ver                        | Raman                      |                                                  |
| 1981   | Kodeeswaran Magal               | Mohan                      |                                                  |
| 1981   | Nellikani                       |                            |                                                  |
| 1981   | Andru Muthal Indru Varai        | Nathesan                   |                                                  |
| 1982   | Thunaivi                        | Sundaram                   |                                                  |
| 1982   | Ananda Ragam                    | Muthu                      |                                                  |
| 1982   | Ayiram Muthangal                | Murali                     |                                                  |
| 1982   | Nambinal Nambungal              |                            |                                                  |
| 1982   | Thaai Mookaambikai              | Senthil                    |                                                  |
| 1982   | Theerpugal Thiruththapadalam    | Rajesh                     |                                                  |
| 1982   | Agni Sakshi                     | Aravindhan                 |                                                  |
| 1982   | Nijangal                        |                            |                                                  |
| 1983   | Urangatha Ninaivugal            |                            |                                                  |
| 1983   | Saattai Illatha Pambaram        | Palanisamy                 |                                                  |
| 1983   | Veetula Raman Veliyila Krishnan | Rajasekar                  |                                                  |
| 1983   | Sashti Viratham                 | Senthil                    |                                                  |
| 1983   | Indru Nee Naalai Naan           | Pazhaniappan               |                                                  |
| 1983   | Thandikkappatta Nyayangal       | Prabhu                     |                                                  |
| 1983   | Thangaikkor Geetham             | Harichandran               |                                                  |
| 1983   | Thambathigal                    | Thyagu                     |                                                  |
| 1984   | Kuva Kuva Vaathugal             | Azhagu                     |                                                  |
| 1984   | Amma Irukka                     | Ramu                       |                                                  |
| 1984   | Naan Paadum Paadal              | C.R. Subramaniam           |                                                  |
| 1984   | Nilavu Suduvathillai            | Ravi                       |                                                  |
| 1984   | Unnai Naan Santhithen           | Raghuraman                 |                                                  |
| 1985   | Pournami Alaigal                | Rajesh                     |                                                  |
| 1985   | Pudhu Yugam                     | Rajasekar                  |                                                  |
| 1985   | Sugamana Raagangal              | Kaalikkan                  |                                                  |
| 1985   | Karpoora Deepam                 | Arun                       |                                                  |
| 1985   | Meendum Parasakthi              | Vijay                      |                                                  |
| 1985   | Prema Paasam                    |                            |                                                  |
| 1985   | Sindhu Bhairavi                 | J. K. Balaganapathy        | Nominated, Filmfare Award for Best Actor – Tamil |
| 1986   | Kanmaniye Pesu                  | Chandrasekhar              |                                                  |
| 1986   | Jeevanathi                      | Gopi                       |                                                  |
| 1986   | Kanna Thorakkanum Saami         | Sekhar                     |                                                  |
| 1986   | Yaaro Ezhuthiya Kavithai        | Dr. Sivaraman              |                                                  |
| 1986   | Isai Paadum Thendral            | Mohan                      |                                                  |
| 1986   | Manithanin Marupakkam           | Ravi Varma                 |                                                  |
| 1986   | Unakkaagave Vaazhgiren          | Ravishankar                |                                                  |
| 1986   | Panneer Nadhigal                | Rajesh                     |                                                  |
| 1987   | Ini Oru Sudhanthiram            | Sathyamoorthy              |                                                  |
| 1987   | Chinna Kuyil Paaduthu           | Raja                       |                                                  |
| 1988   | Poovum Puyalum                  | Muthulingam                |                                                  |
| 1988   | Illam                           | Mayilsamy Goundar          |                                                  |
| 1988   | Oruvar Vaazhum Aalayam          | Siva Gurunathan            |                                                  |
| 1988   | Paasa Paravaigal                | Dr. Sukumar                |                                                  |
| 1988   | Paadatha Thenikkal              | Sathy                      |                                                  |
| 1990   | Pagalil Pournami                | DSP Rajasekar              |                                                  |
| 1990   | Nyayangal Jayikkattum           | Sathyabharathi / Muthuvelu |                                                  |
| 1990   | Urudhi Mozhi                    | Dr. Chandrasekar           |                                                  |
| 1990   | Nee Sirithaal Deepavali         |                            |                                                  |
| 1991   | Sir... I Love You               | Arun                       |                                                  |
| 1991   | Marupakkam                      | Vembu Iyer                 |                                                  |
| 1991   | Manitha Jaathi                  |                            |                                                  |
| 1991   | Pillai Paasam                   |                            |                                                  |
| 1992   | Annan Ennada Thambi Ennada      | Rakkaiya Gounder           |                                                  |
| 1992   | Sathyam Adhu Nichayam           | Sathyamoorthy              |                                                  |
| 1992   | Onna Irukka Kathukanum          | Sivaraman                  |                                                  |
| 1993   | Dasarathan                      | Dasarathan's father        |                                                  |
| 1993   | Ponnumani                       | Kathirvelu                 |                                                  |
| 1993   | Porantha Veeda Puguntha Veeda   | Ravi                       |                                                  |
| 1994   | Siragadikka Aasai               | Shiva                      |                                                  |
| 1994   | Veettai Paaru Naattai Paaru     | Palanivel                  |                                                  |
| 1994   | Oorellam Poopanthal             |                            |                                                  |
| 1994   | Mettupatti Mirasu               | Mettupatti Mirasu / Siva   |                                                  |
| 1994   | Watchman Vadivel                | Vadivelu                   |                                                  |
| 1995   | Deva                            | Gandhidasan                |                                                  |
| 1995   | Pasumpon                        | Kathiresathevar            |                                                  |
| 1995   | Dear Son Maruthu                | Viswanathan                |                                                  |
| 1996   | Nattupura Pattu                 | Palanisamy                 |                                                  |
| 1997   | Raman Abdullah                  | Hajiar                     |                                                  |
| 1997   | Kadhalukku Mariyadhai           | Rajasekhar                 |                                                  |
| 1999   | Unnai Thedi                     | Adhi Narayanan             |                                                  |
| 1999   | Kummi Paattu                    | Dharmaraasu                |                                                  |
| 1999   | Malabar Police                  | Nagarajan                  |                                                  |
| 1999   | Maravathe Kanmaniye             | Dharmaraasu                |                                                  |
| 1999   | Sethu                           | Vasudevan                  |                                                  |
| 1999   | Kannupada Poguthaiya            | Paramasivam                |                                                  |
| 2000   | Ilaiyavan                       | T. Babu                    |                                                  |
| 2000   | Uyirile Kalanthathu             | Sethu Vinayagam            |                                                  |
| 2001   | Poovellam Un Vaasam             | Arunachalam                |                                                  |